# Блашки
Блашки (пол. Błaszki)  —  город  в Польше, входит в Лодзинское воеводство,  Серадзкий повят.  Имеет статус городско-сельской гмины. Занимает площадь 1,62 км². Население — 2229 человек (на 2004 год).